# Aphyocheirodon
Genre
Le genre Aphyocheirodon compte à ce jour qu'une seule espèce de poissons sud-américains de la famille des Characidae.

## Liste des espèces
- Aphyocheirodon hemigrammus Eigenmann, 1915